# هنري كوبر (ملاكم أسترالي)
هنري كوبر (بالإنجليزية: Henry C. Cooper)‏ (مواليد 22 نوفمبر 1913) هو ملاكم أسترالي، مثّل بلاده في الألعاب الأولمبية الصيفية 1936.

## روابط خارجية
هنري كوبر على موقع أوليمبيديا (الإنجليزية)